# In Somnis
In Somnis (lateinisch Im Traum) war eine 1997 gegründete Death-Doom- und Gothic-Metal-Band.

## Geschichte
Die Gruppe In Somnis wurde 1997 von dem Sänger, Keyboarder und Gitarristen „Moribundus“ gemeinsam mit dem Gitarristen D. Vermeersch initiiert. Kurz nachdem der Name festgelegt worden war, schloss sich der Schlagzeuger Kris „Soporifer“ Villez der Gruppe an. Bis zum Jahr 2000 variierte die Besetzung. Mitglieder verließen die Gruppe, zum Teil kehrten diese jedoch zurück. Eine feste Konstellation kristallisierte sich nur schwer heraus. Es folgten, unter weiterhin unklaren Bedingungen der Konstellation, erste Auftritte. In dieser Phase schloss sich Stijn van Cauter der Band an, nachdem diese in einem belgischen Internetforum einen Bassisten suchte. Van Cauter schlug der Band zugleich vor das Debüt der Gruppe in seinem Tonstudio Templa Libitina aufzunehmen und über sein Label Nulll Records zu veröffentlichen.
Die Gruppe vollzog noch einige Auftritte, unter anderem beim Doomed Legions Fest, ging jedoch anschließend zunehmend auseinander. Musiker der Band fanden sich in neuen Gruppen wieder. So sind neben den diversen Projekten van Cauters, Funeral- und Death-Doom-Interpreten wie Wijlen Wij und Lethian Dreams mit der Genese von In Somnis verknüpft. Eine offizielle Auflösung mit einem Datum fand hingegen nicht statt. Das Debüt wurde im Jahr 2019 über GS Productions erneut veröffentlicht.

## Stil und Rezeption
Der von In Somnis präsentierte Musikstil wird in der Datenbank des Webzines Doom-Metal.com als Atmospheric Death Doom mit einer Paarung aus gutturalem Growling und Klargesang sowie deutlichem Einsatz von „Flöte und Keyboard beziehungsweise Klavier“. Die Musik ist langsam bis in den Mid-Tempo-Bereich. Hierbei wurde In Somnis häufig in Relation zu der Death-Doom- und Gothic-Metal-Band My Dying Bride gesetzt. Als weitere Vergleiche werden unter anderem Interpreten wie Haggard, Paramaecium, Windir, The Knell, Empyrium und Amorphis bemüht.

„Lo que aquí nos encontramos es un Doom-Death muy oscuro, crudo y pesado, pero para nada exento de bonitas melodías y romanticismo.“

„Was wir hier finden, ist ein sehr dunkler, roher und schwerer Doom-Death, aber keineswegs ohne schöne Melodien und Romantik.“

Die internationale Resonanz auf The Memory You’ve Become blieb dauerhaft gering, dabei wurde das Album in Rezensionen stets gelobt. Patrick T. bemängelte in seiner für Metalfan.nl verfassten Besprechung die Produktion des Debüts lobte derweil die Gruppe, diese präsentiere „ein unglaubliches Potenzial“. Ian Morrissey schrieb für Doom-Metal.com, dass es eine „sehr gute Veröffentlichung“ sei, die er jedem empfahl. In einer für das VS-Webzine verfassten Besprechung gab der Rezensent Zoltar eine ähnliche Auskunft zu The Memory You’ve Become. Es sei ein Album, das jedem etwas zu geben wüsste.

## Diskografie
- 2003: The Memory You’ve Become (Album, Nulll Records/2019: GS Productions)